# الانتخابات البرلمانية في ساحل العاج 2021
الانتخابات البرلمانية في ساحل العاج، هي انتخابات أجريت في 6 مارس 2021. وكانت الانتخابات السابقة التي أجريت في عام 2016، قد شهدت فوز التحالف الرئاسي (تجمع الهوفوتستس من أجل الديمقراطية والسلام ، المكون من تجمع الجمهوريين ، والحزب الديمقراطي لساحل العاج - التجمع الديمقراطي الأفريقي ، وبعض الأحزاب الصغيرة) بأكثر من نصف مقاعد الجمعية الوطنية.

## النظام الانتخابي
الجمعية الوطنية هي مجلس النواب في البرلمان المكون من مجلسين. يجري انتخاب 169من بين أعضائها البالغ عددهم 255 ، في دوائر انتخابية ذات عضو واحد عن طريق التصويت الفائز الأول ويتم انتخاب 86 المتبقية من 36 دائرة انتخابية من بين مقعدين إلى ستة مقاعد عن طريق التصويت بالتذكرة العامة ، مع قائمة المرشحين التي تحصل على معظم الأصوات الحائزة على جميع المقاعد المراد شغلها.
بعد صدور مرسوم في تشرين الثاني (نوفمبر) 2020 ، يجب أن يكون 30٪ من إجمالي المرشحين من كل حزب من النساء. كما يشجع المرسوم الأحزاب على تقديم المزيد من خلال توفير تمويل عام إضافي لأولئك الذين تتجاوز حصتهم من المرشحات 50٪.